# Vilibald Hieke
Vilibald Hieke (21. června 1886 – 30. listopadu 1969, Slaný) byl slánský stavitel.

## Život
Dne 26. května 1912 získal stavitelskou koncesi v Lounech. Do Slaného přišel ve stejném roce. Založil zde stavební firmu.
Dne 23. září 1914 se oženil s Marií Havránkovou, dcerou jiného slánského stavitele Václava Havránka.

## Dílo
Byl realizátorem řady staveb ve Slaném i jinde, například:
- 1902 – Okresní dům ve Slaném
- 1913 – dům čp. 767, Wilsonova ulice, stavebník: Bedřich a Anna Fritschovi,[3]
- 1914 – dům čp. 781, Wilsonova ulice, stavebník: Marie Havránková a Vilibald Hieke,[3]
- Vila Ferdinanda Přibyla, Slaný
- Vila JUDr. Jana Vaněčka v Mostě, Most, Maršála Žukova 13, čp. 1883[4]

## Galerie

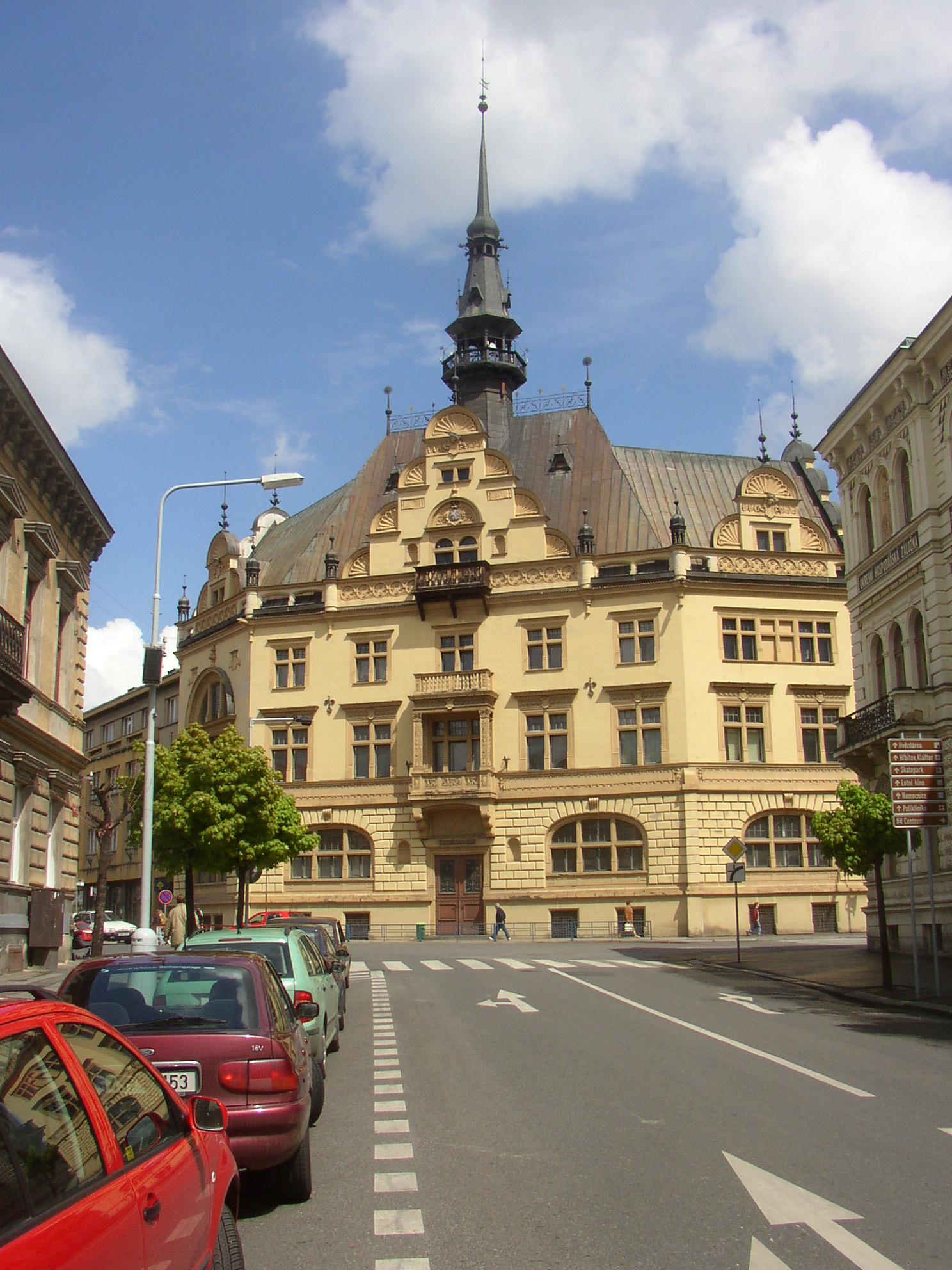
Okresní dům ve Slaném
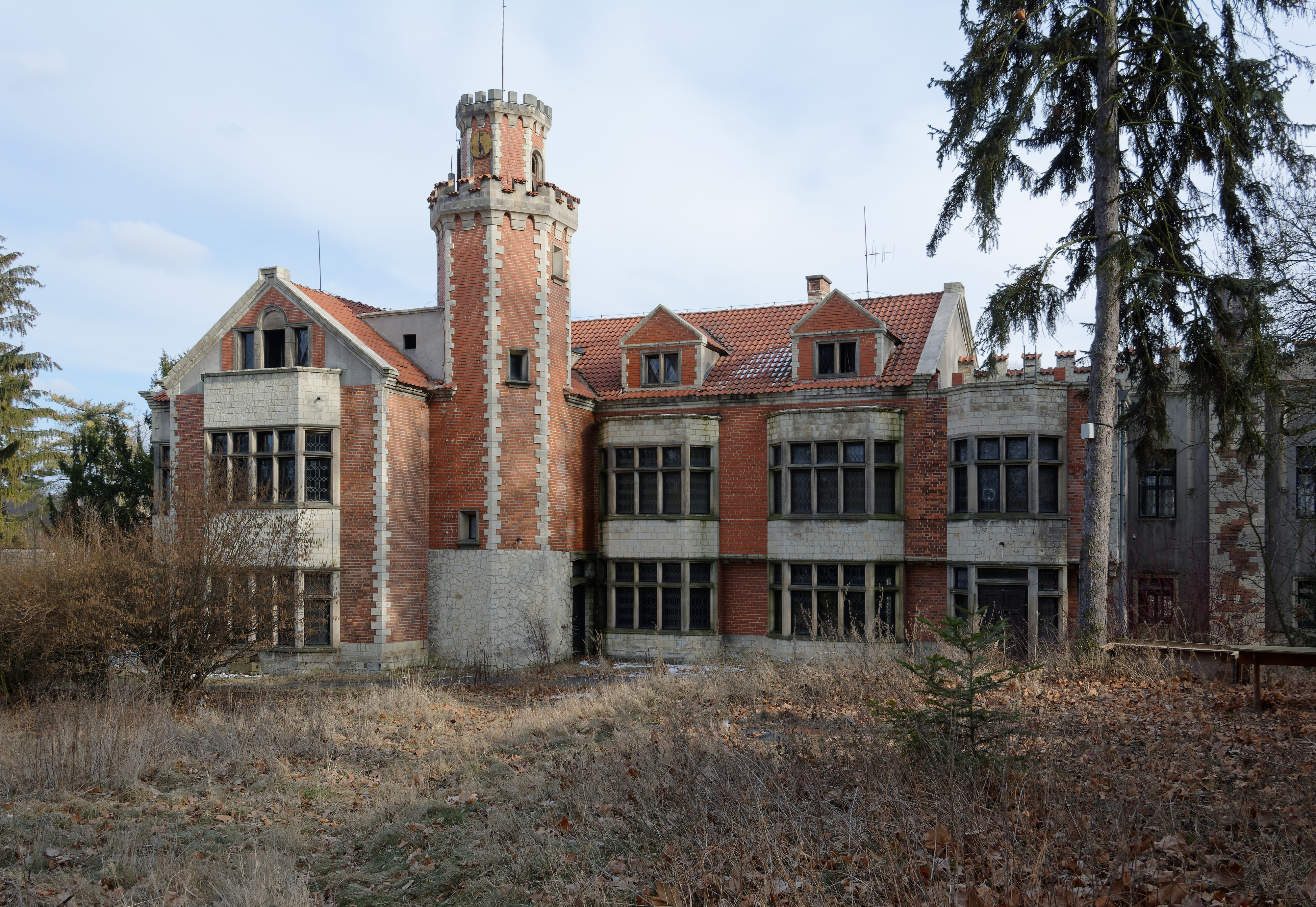
Vila Ferdinanda Přibyla